# Zyzomys
Zyzomys é um gênero de roedores da família Muridae.

## Espécies
- Zyzomys argurus (Thomas, 1889)
- Zyzomys maini Kitchener, 1989
- Zyzomys palatilis Kitchener, 1989
- Zyzomys pedunculatus (Waite, 1896)
- Zyzomys woodwardi (Thomas, 1909)